# 1890 en football
Cet article présente les faits marquants de l'année 1890 en football.

## Faits marquants
- La première compétition de la Scottish Football League est inaugurée. Les dix membres fondateurs sont Abercorn FC, Cambuslang FC, Celtic FC, Cowlairs, Dumbarton, Heart of Midlothian FC, Rangers FC, Saint Mirren FC, Third Lanark AC et Vale of Leven FC. Une onzième équipe Renton FC a également été un membre fondateur, mais a ensuite été expulsé pour professionnalisme, le jeu étant officiellement amateur à l’époque[1].
- Pour la saison 1890-1891, Stoke FC est expulsé et remplacé par Sunderland FC qui restera dans l’élite en continu jusqu’en 1958, un record de 68 saisons que seul le parcours actuel d’Arsenal (depuis 1919) a battu.
- Middlesbrough FC est divisé par un différend sur l’opportunité de devenir professionnel ou non. Un groupe d’échappés, qui favorisent le professionnalisme, forment un nouveau club appelé Middlesbrough Ironopolis FC qui rejoint la Ligue de football en 1893 mais fait faillite après seulement une saison. Middlesbrough FC deviendra finalement professionnel en 1899 et est élu à la Ligue de football à cette époque.

## Janvier
- 25 janvier : en Espagne, fondation du Séville FC jouant en Liga, qui est le deuxième club le plus ancien d'Espagne.

## Février
- 22 février : au Ibrox Park de Glasgow, le Queen's Park FC s'impose face au Vale of Leven FC 2-1 après un premier match nul en finale de la Coupe d'Écosse[2],[3].

## Mars
- 20 mars : Le Servette FC le club de football basé à Genève voit son jour d'abord avec une section rugby, puis, la section football est créée le 17 janvier 1900.
- 22 mars : Preston North End FC, 15 victoires, 3 nuls et 4 défaites conserve son titre de champion d'Angleterre.
- 25 mars : l'Angleterre bat le Pays de Galles 3-1 à Wrexham.
- 29 mars : finale de la 19e FA Cup (132 inscrits). Blackburn Rovers 6, Sheffield Wednesday FC 1. 20 000 spectateurs au Kennington Oval.

## Avril
- 5 avril : à Glasgow, l'Écosse et l'Angleterre : 1-1.
- Aux É.-U., Kensington remporte le championnat organisé par la Saint-Louis Association.
- AB remporte le championnat de Copenhague.

## Septembre
- 13 septembre : inauguration du stade de Blackburn Rovers : Ewood Park.
- À Paris, le Club français commence ses activités. Les Clubistes devront attendre 1892 pour être officiellement reconnu par les autorités préfectorales et 1894 par les autorités sportives.

## Naissances
- 1er janvier : Alphonse Six, footballeur belge.
- 26 janvier : Marcel Triboulet, footballeur français.
- 27 janvier : Maurice Meunier, footballeur français.
- 28 janvier : Alfred Compeyrat, footballeur français.
- 5 mars : Pol Morel, footballeur français.
- 18 mars : Gunnar Andersen, footballeur norvégien.
- 29 mars : Bert Bliss (en), footballeur anglais.
- 6 avril : Simon Sollier, footballeur français.
- 7 avril : Paul Berth, footballeur danois.
- 11 avril : Felix von Heijden, footballeur néerlandais.
- 7 mai : Huug de Groot, footballeur néerlandais.
- 10 juin : José Piendibene, footballeur uruguayen.
- 22 juillet : Lucien Gamblin, footballeur français.
- 15 septembre : Eugène Maës, footballeur français.
- 27 octobre : Jorge Pacheco, footballeur uruguayen.
- 12 décembre : Jean Rigal, footballeur français.